# Norm of the North
Norm of the North is een Amerikaanse computeranimatiefilm uit 2016 onder regie van Trevor Wall.

## Verhaal
IJsbeer Norm en zijn drie lemming-vrienden worden van de noordpool overgeplaatst naar New York, waar Norm de mascotte van het bedrijf van mijnheer Greene wordt. Wanneer echter blijkt dat diezelfde mijnheer Greene huizen wil gaan bouwen op de noordpool is Norm daar niet van gediend.

## Rolverdeling
| Acteur             | Personage        |
| ------------------ | ---------------- |
| Rob Schneider      | Norm             |
| Zachary Gordon     | jonge Norm       |
| Heather Graham     | Vera Brightly    |
| Maya Kay           | Olympia Brightly |
| Ken Jeong          | mijnheer Greene  |
| Loretta Devine     | Tamecia          |
| Gabriel Iglesias   | Pablo / Stan     |
| Michael McElhatton | Laurence         |
| Bill Nighy         | Socrates         |